# 岩生繁缕
岩生繁缕（学名：Stellaria petraea）是石竹科繁缕属的植物。分布于蒙古、俄罗斯、哈萨克斯坦以及中国大陆的内蒙古、新疆等地，生长于海拔3,000米至4,000米的地区，一般生于草原区石质丘陵顶部、高山带石坡或流石滩，目前尚未由人工引种栽培。